# مودود أحمد
مودود أحمد (24 مايو 1940 - 16 مارس 2021) محامي وسياسي من بنغلاديش. كان عضوًا في اللجنة الدائمة للحزب القومي البنغلاديشي. تم انتخاب أحمد كعضو في جاتيا سانغساد إجمالي خمس مرات من دوائر نوخالي الأولى والخامسة.
شغل أحمد منصب مدير عام بنجلاديش بعد الاستقلال. من ثمانينيات القرن الماضي شغل العديد من المناصب السياسية لفترات قصيرة في حكومة بنغلاديش، بما في ذلك نائب رئيس الوزراء (1976-1978 - 1987-1988)، ورئيس وزراء بنغلاديش (1988-1989)، ونائب رئيس بنغلاديش (1989-1990) ووزير القانون والعدل والشؤون البرلمانية (2001-2006).

## الوفاة
في 30 ديسمبر 2020 تم إدخال أحمد إلى المستشفى في دكا بسبب انخفاض مستويات الهيموجلوبين وعانى في النهاية من سكتة دماغية. بعد بضعة أسابيع، تم زرع جهاز تنظيم ضربات القلب.
تم نقل أحمد إلى المستشفى بسبب احتقان الرئة ومضاعفات الكلى في سنغافورة في 1 فبراير 2021. توفي بعد شهر في 16 مارس عن 80 عامًا.